# لوح الثلج

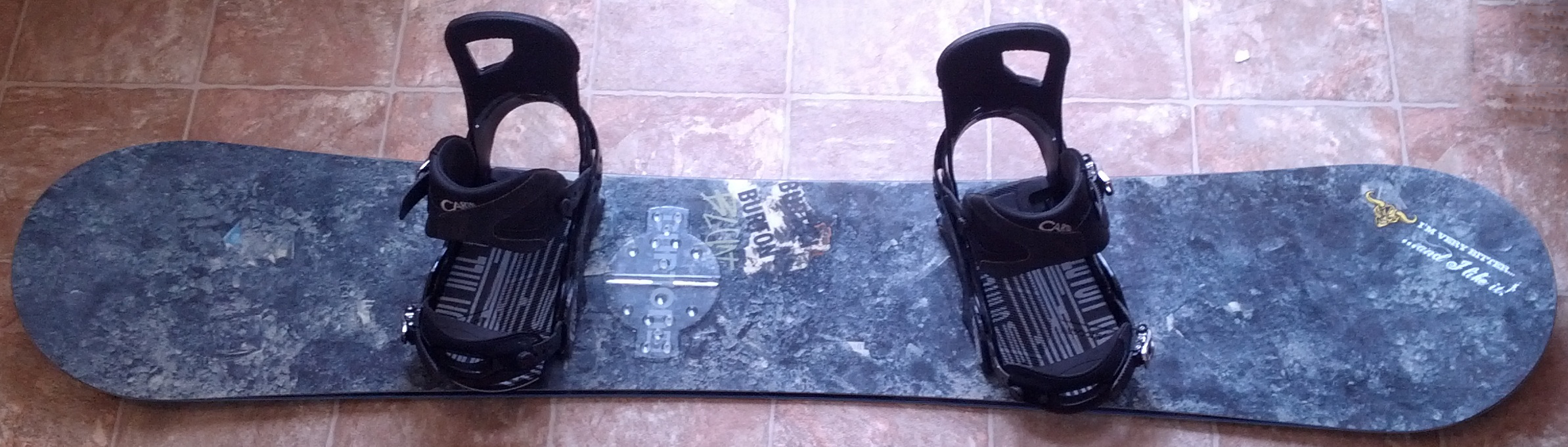
لوح الثلج

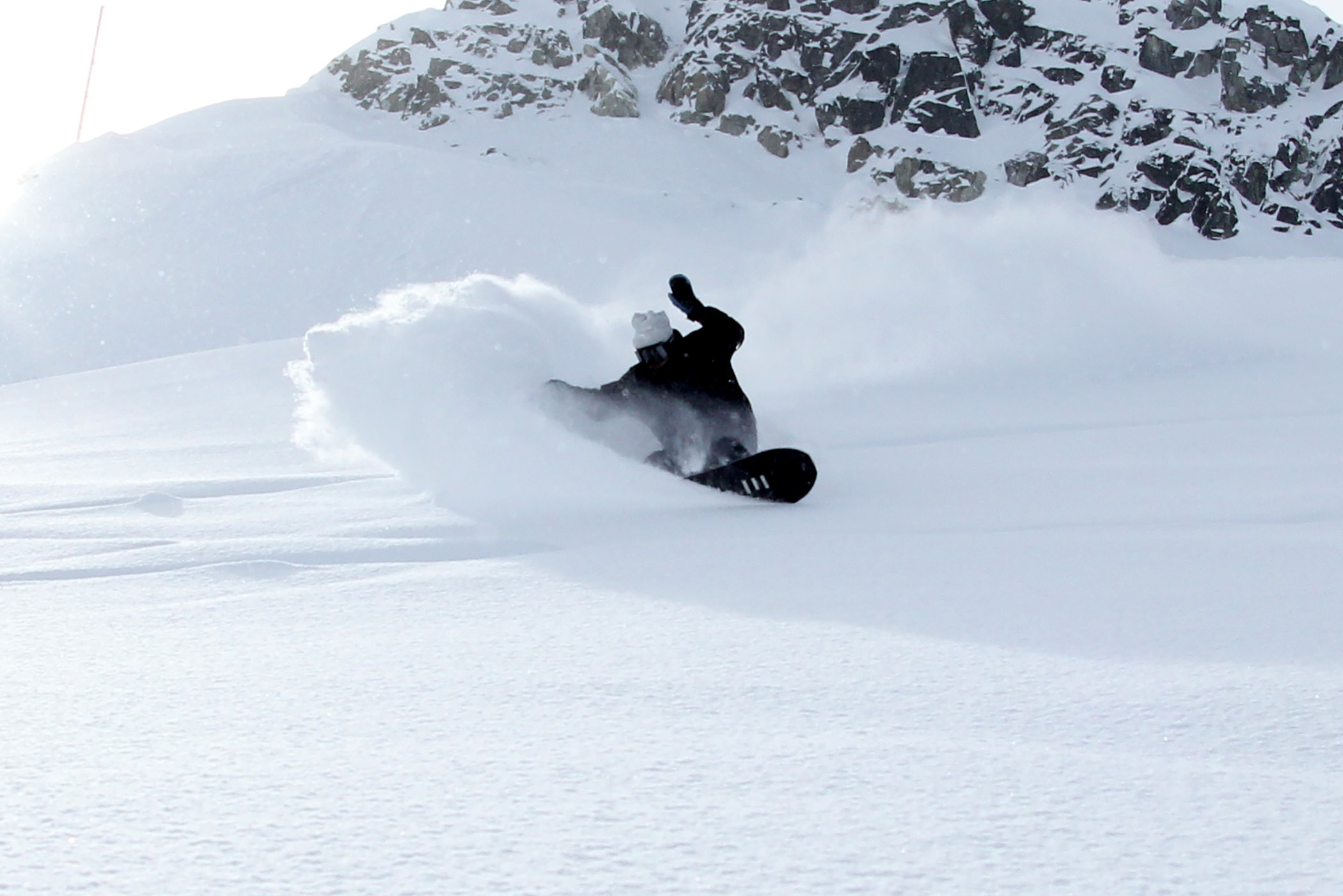
متزلج بلوح الثلج

ألواح الثلج هي ألواح يضع فيها المستخدم كلا القدمين، وعادة ما تكون مؤمنة، على نفس اللوحة. اللوح نفسه أوسع من معظم الزحلوفات، مع القدرة على التزلج على الجليد. يراوح عرض ألواح الثلج من 15 إلى 30 سم. تُميّز ألواح الثلج عن الزحلوفات الأحادية [الإنجليزية] من خلال موقف المستخدم. في التزحلف الأحادي (monoskiing)، يقف المستخدم مع أقدام في اتجاه السفر (مواجهة رأس زحلوفة أحادية/منحدر) (بالتوازي مع المحور الطويل للوح)، بينما في التزلج بلوح الثلج، يقف المستخدمون بقدمين عموديتين على طول اللوحة. يشيع استخدام هذه الأنواع من الألواح من قبل الأشخاص في تلال التزلج أو الجبال أو المناطق النائية أو المنتجعات للترفيه والتسلية والأغراض التنافسية في النشاط المسمى التزلج بلوح الثلج.